# 笠原貞男
笠原 貞男（かさはら さだお、1930年9月5日 - 2011年5月）フラワーデザイナー。日本のフラワーデザインのパイオニア。

## 来歴
戦前の明治、大正、昭和初期に永島四郎が日本にもたらしたフラワーデザインのテクニックとセンスを、戦後の日本に広く知らしめ、1967年（昭和42年）には社団法人日本フラワーデザイナー協会（NFD）の設立、国家検定であるフラワー装飾技能士などの資格制度の確立、WAFAの設立発起など数多くの偉業を成し遂げた。
皇室の花装飾を長年に渡り担当し、1991年（平成3年）には藍綬褒章を受章。1995年（平成7年）には社団法人日本フラワーデザイナー協会の理事長に就任、設立三十周年記念事業を成し遂げた。また、東京・渋谷に笠原貞男フローラルアートスクールを主宰し、千葉大学やテクノ・ホルティ園芸専門学校等の教授や顧問も務め、多くの後輩を輩出した。

## 著書
- 「手染めの花 Part1」1979年　日本ヴォーグ社
- 「手染めの花 Part2」1979年　日本ヴォーグ社
- 「フラワーデザイン」1980年　日本ヴォーグ社
- 「新フラワーデザイン」1992年　日本ヴォーグ社　　　ISBN 4529022447
- 「はじめてのフラワーアレンジメント」1992年　日本ヴォーグ社　　　ISBN 4938996049, ISBN 4529022161
- 「西洋花課本」　　　　  中華民国/　　　　　ISBN 9578987269
- 「西洋花入門」1980年  中華民国/愛華出版社
- 「基礎插花設計 Flower Arrangenent for Beginners」1994年 中華民国/台灣日販出版　　ISBN 9578800150

他